# Cantonul Neuillé-Pont-Pierre
Cantonul Neuillé-Pont-Pierre este un canton din arondismentul Tours, departamentul Indre-et-Loire, regiunea Centru, Franța.

## Comune
- Beaumont-la-Ronce
- Cerelles
- Charentilly
- Neuillé-Pont-Pierre (reședință)
- Pernay
- Rouziers-de-Touraine
- Saint-Antoine-du-Rocher
- Saint-Roch
- Semblançay
- Sonzay